# 繼光香香雞

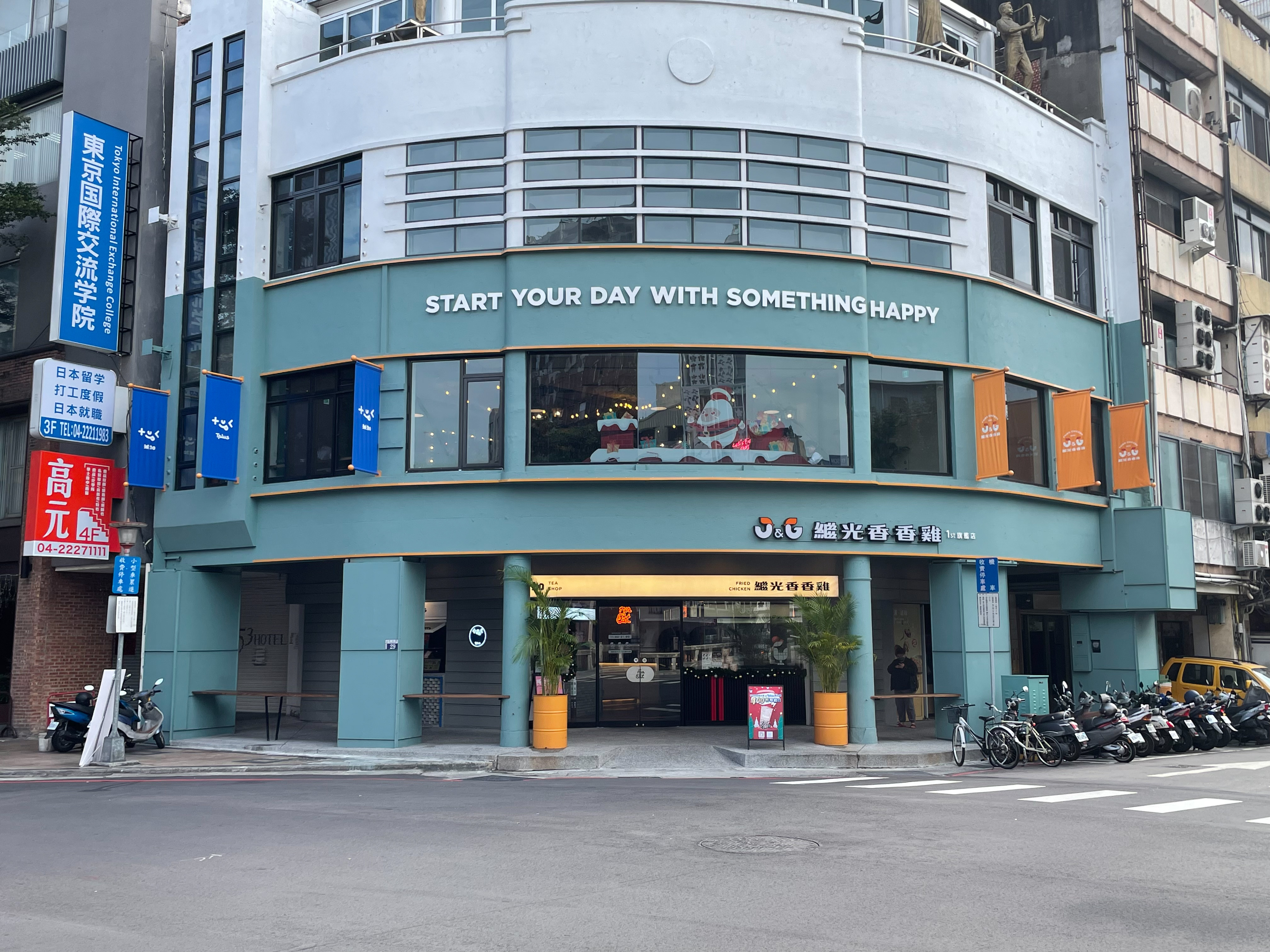
繼光香香雞中山旗艦店

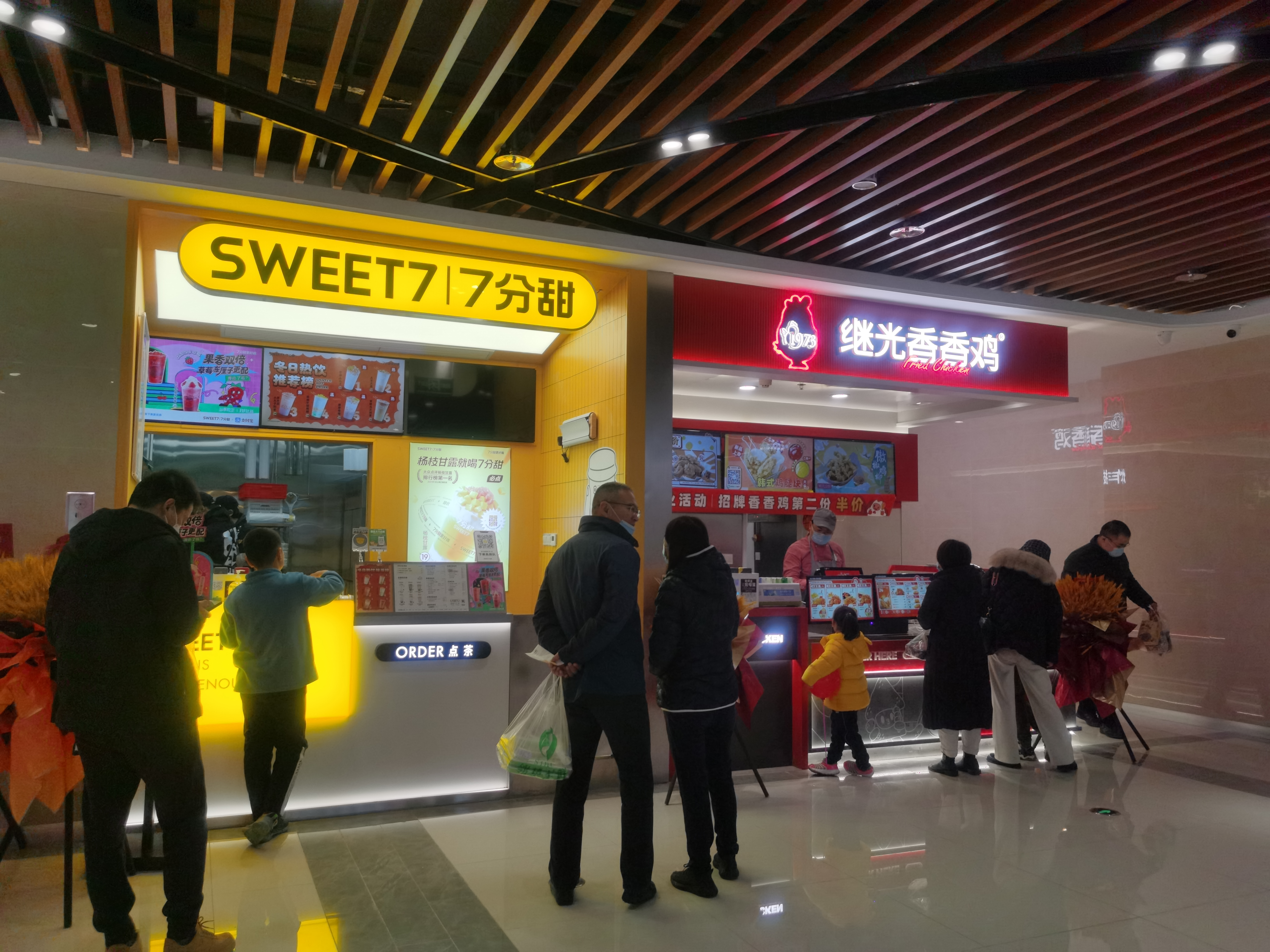
繼光香香雞设在中国大陆江苏省苏州市斜塘邻里中心的门店

繼光香香雞是台灣香繼光集團旗下的炸雞連鎖店，1973年成立於台中市，其名來自台中市中區繼光街。2021年10月1日，繼光香香雞位於台中舊城區的「中山旗艦店」開幕。

## 外部連結
- 繼光香香雞 （页面存档备份，存于）（繁體中文）（简体中文）（英文）
- 台灣公司資料
- 繼光香香雞的Facebook專頁
- 繼光香香雞的Instagram帳戶